# 千歲烏山站
千歲烏山站（日语：／ Chitose-karasuyama eki */?）是一個位於東京都世田谷區南烏山六丁目，屬於京王電鐵京王線的鐵路車站。所有列車均停靠。車站編號是KO12。

## 年表
- 1913年4月15日，作為京王電氣軌道的車站啟用，最初名為烏山站。
- 1929年8月7日，改稱千歳烏山站。
- 1944年5月31日，京王與東京急行電鐵合併後，千歲烏山站作為京王線的車站運行。
- 1948年6月1日，東急與京王帝都電鐵分拆，千歲烏山站成為京王的車站。
- 2011年8月，改建工程完成。
- 2013年2月22日，以KO12作為千歲烏山站的編號。

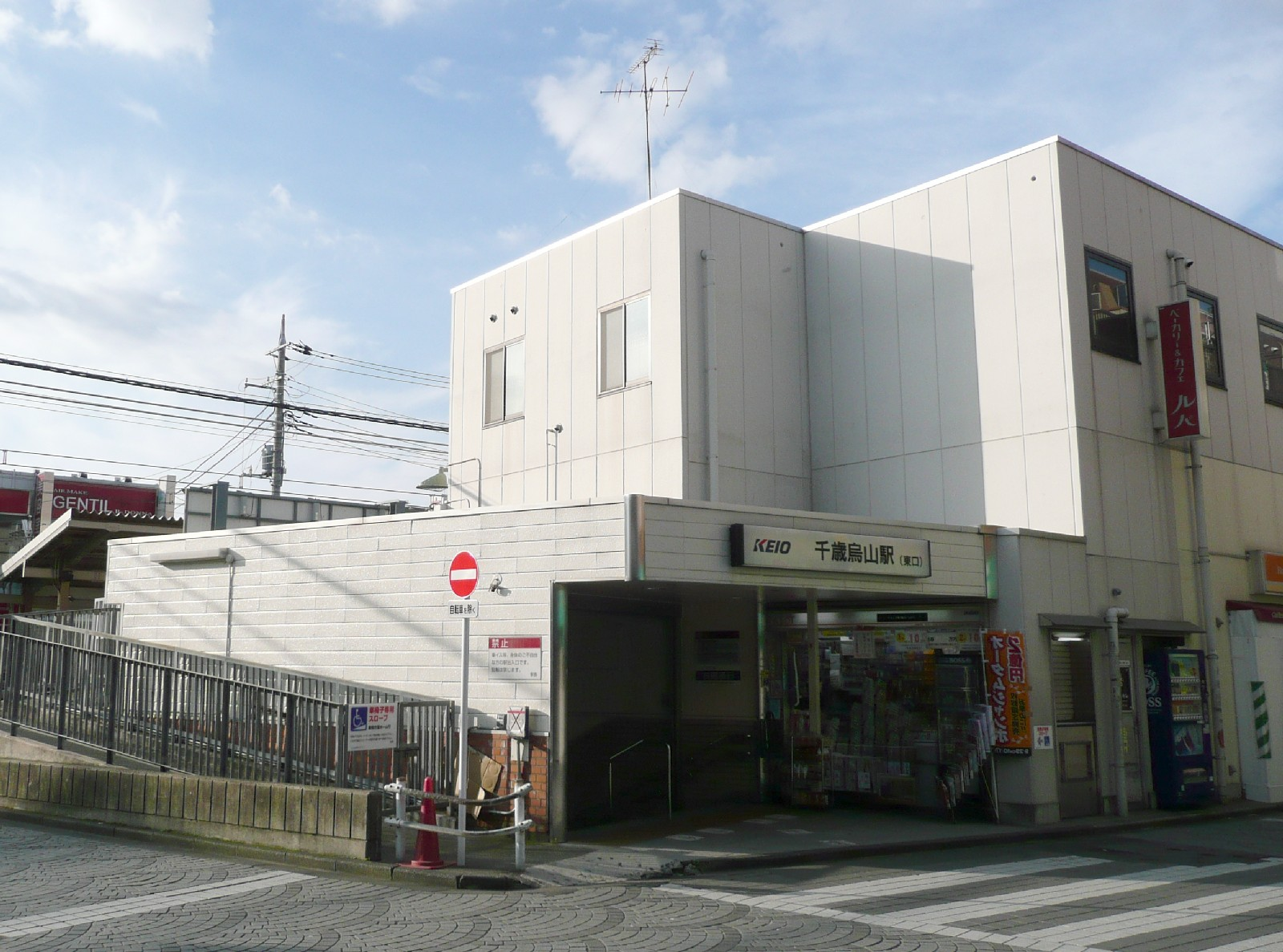
東口（車站改良工程前）
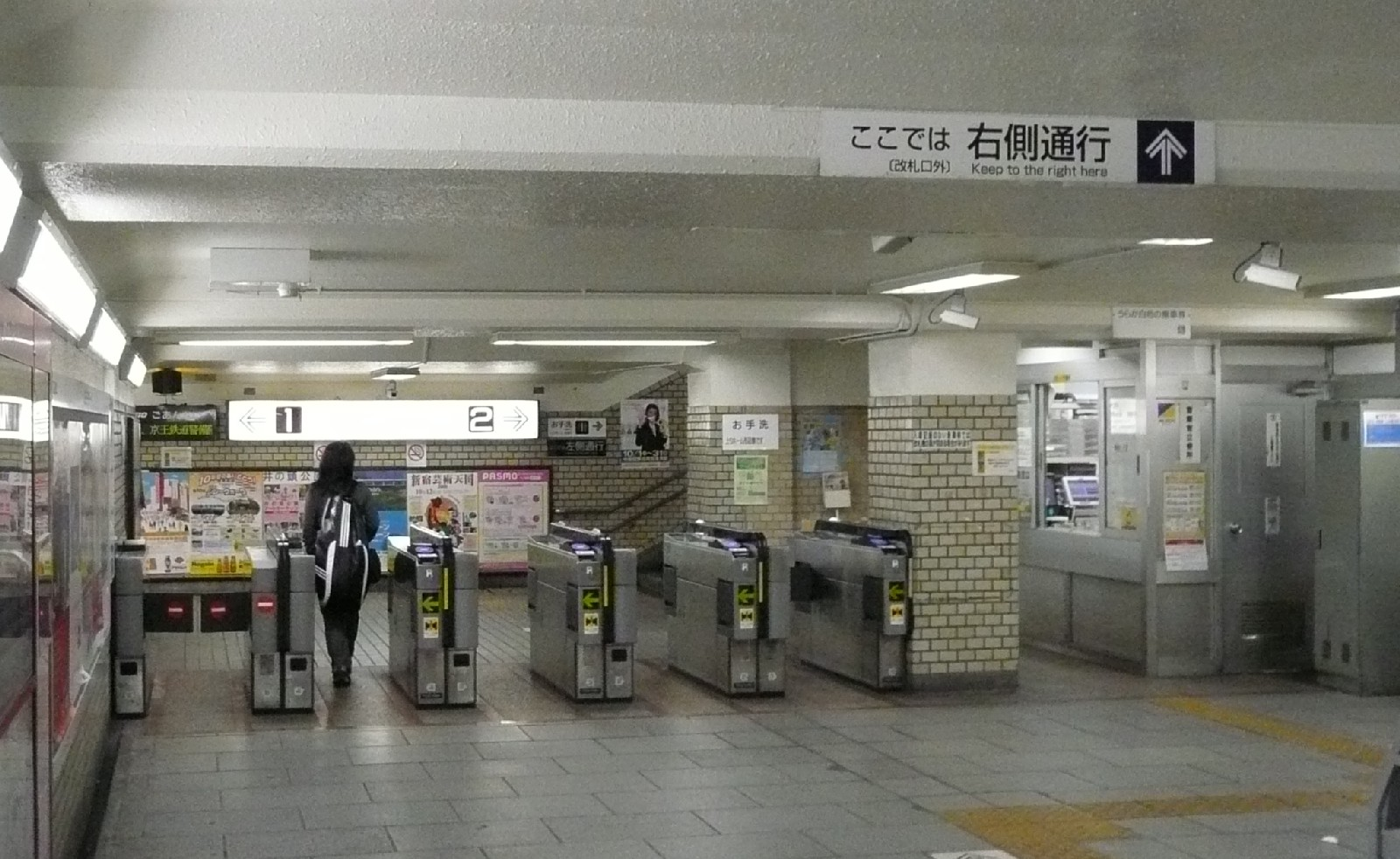
舊東口剪票口

## 車站構造
本站為側式月台2面2線地上站。2010年進行無障礙化工程，原來位於地下的剪票口移至地面層。出口分為新宿側上行線的北口、新宿側下行線的南口、調布側的西口，西口位於地下，北口與南口位於地面。過去作為東口的地下通道現為南北自由通路，設有電梯。上下行月台各有一處廁所。
1957年以前，本站是2面4線島式月台，後隨著車輛編組增加，為延長月台的有效長度而撤除待避線，並將金子站（現杜鵑丘站）配線由島式月台1面2線改為島式月台2面4線。緩急接續與電車待避移往杜鵑丘、櫻上水與八幡山（僅待避）進行。此外，依據京王線的高架化計畫，本站月台將改為2面4線。

### 月台配置
| 月台 | 路線   | 方向 | 目的地                               |
| ---- | ------ | ---- | ------------------------------------ |
| 1    | 京王線 | 下行 | 調布、橋本、京王八王子、高尾山口方向 |
| 2    | 京王線 | 上行 | 明大前、笹塚、新宿、新宿線方向       |

## 使用情況
2016年度1日平均上下車人次為80,354人。
| 年度               | 1日平均 上下車人次 | 1日平均 上車人次 |
| ------------------ | ------------------ | ---------------- |
| 1955年（昭和30年） | 18,076             |                  |
| 1960年（昭和35年） | 32,081             |                  |
| 1965年（昭和40年） | 44,477             |                  |
| 1970年（昭和45年） | 52,829             |                  |
| 1975年（昭和50年） | 64,583             |                  |
| 1980年（昭和55年） | 71,947             |                  |
| 1985年（昭和60年） | 73,934             |                  |
| 1990年（平成02年） | 77,218             | 38,652           |
| 1991年（平成03年） | 78,620             | 39,366           |
| 1992年（平成04年） |                    | 39,512           |
| 1993年（平成05年） |                    | 39,219           |
| 1994年（平成06年） |                    | 38,729           |
| 1995年（平成07年） | 76,867             | 38,656           |
| 1996年（平成08年） |                    | 38,627           |
| 1997年（平成09年） |                    | 37,871           |
| 1998年（平成10年） |                    | 38,118           |
| 1999年（平成11年） |                    | 37,637           |
| 2000年（平成12年） | 74,194             | 37,386           |
| 2001年（平成13年） | 73,620             | 37,214           |
| 2002年（平成14年） | 73,602             | 37,088           |
| 2003年（平成15年） | 72,309             | 36,358           |
| 2004年（平成16年） | 71,991             | 36,174           |
| 2005年（平成17年） | 72,470             | 36,411           |
| 2006年（平成18年） | 73,540             | 36,924           |
| 2007年（平成19年） | 74,715             | 37,524           |
| 2008年（平成20年） | 75,287             | 37,793           |
| 2009年（平成21年） | 75,275             | 37,761           |
| 2010年（平成22年） | 74,756             | 37,483           |
| 2011年（平成23年） | 74,518             | 37,396           |
| 2012年（平成24年） | 74,696             |                  |
| 2013年（平成25年） | 76,419             |                  |
| 2014年（平成26年） | 75,913             |                  |
| 2015年（平成27年） | 78,314             |                  |
| 2016年（平成28年） | 80,354             |                  |

## 車站周邊
車站北側的商店街規模大於南側。此外，東口旁的平交道在尖峰時刻因班次密集，為知名的「打不開的平交道」，有許多電視節目來此取材。
- 世田谷區役所（日语：世田谷区役所）烏山總合支所
  - 世田谷區烏山保健福祉中心
- 世田谷區烏山區民中心
  - 世田谷區役所烏山出張所
  - 世田谷區立烏山圖書館
- 東京消防廳第三消防方面本部（日语：東京消防庁第三消防方面本部）成城消防署（日语：成城消防署）烏山出張所
- 千歲烏山郵便局
- 世田谷粕谷郵便局
- 世田谷區立烏山中學校（日语：世田谷区立烏山中学校）
- 佼成學園女子中學校、高等學校（日语：佼成学園女子中学校・高等学校）
- 東京都立蘆花高等學校（日语：東京都立芦花高等学校）
- 東京都立世田谷泉高等學校（日语：東京都立世田谷泉高等学校）
- 日本女子體育大學（日语：日本女子体育大学）
- 昭和大學附屬烏山醫院（日语：昭和大学附属烏山病院）
- 西澤杜鵑園
- 國道20號（甲州街道）
- 幸龍寺
- 三菱東京UFJ銀行烏山支店

### 巴士路線
北口、南口步行2至3分可至巴士站。

#### 北口
- 「千歲烏山站」巴士站（關東巴士、小田急巴士（日语：小田急バス））

- 1號站牌

- 吉02：經下連雀往吉祥寺站、吉祥寺站中央口（傍晚以後）
- 成02：經蘆花公園站往成城學園前站西口
- 荻58：經蘆花公園站、高井戶站往荻窪站南口
- （入庫）：經蘆花公園站、高井戶站往五日市街道營業所

- 3號站牌

- 荻58：往北野

- 5號站牌

- 烏01：經寺院通往久我山醫院

#### 南口
- 「千歲烏山站南口」巴士站（小田急巴士）
  - 成06（日语：小田急バス狛江営業所）：往成城學園前站西口
- 「千歲烏山站」巴士站（京王巴士東）
  - 歲23（日语：京王バス東・調布営業所）：往千歲船橋站／往南水無
  - 丘22（日语：京王バス東・調布営業所）：往千歲船橋站／往杜鵑丘站北口

## 站名由來
來自此地地名北多摩郡千歲村大字烏山（舊烏山村）。

## 相鄰車站
京王電鐵
 京王線
■特急
明大前（KO06）－千歲烏山（KO12）－調布（KO18）
■急行
櫻上水（KO08）－千歲烏山（KO12）－杜鵑丘（KO14）
■區間急行
櫻上水（KO08）－千歲烏山（KO12）－仙川（KO13）
■快速
八幡山（KO10）－千歲烏山（KO12）－仙川（KO13）
■各站停車
蘆花公園（KO11）－千歲烏山（KO12）－仙川（KO13）

## 外部連結
- 千歲烏山 - 京王電鐵
- elmall烏山　烏山站前通商店街（页面存档备份，存于）
- 街happy 千歲烏山站（页面存档备份，存于） - 京王沿線評論網

35°40′5.5″N 139°36′4″E / 35.668194°N 139.60111°E